# 神徳昭裕
神徳 昭裕（じんとく あきひろ、1977年7月23日 - ）は、日本の実業家。八代目儀兵衛・取締役CMO。

## 来歴
兵庫県加古川市生まれ。兵庫県立東播磨高等学校、流通科学大学流通学部卒業。ニッセン入社。2009年マーケティング本部モバイルチームマネージャー。モバイルEC売上を3年で200億円まで成長させた。
2019年から八代目儀兵衛・CMOを務め、通販事業の強化にあたった。2021年から取締役に就任。セブン‐イレブンおにぎり監修プロジェクト担当を務める。